# Skai TV
Skai TV – grecka komercyjna stacja telewizyjna o profilu uniwersalnym, z zasięgiem ogólnokrajowym, z siedzibą w Neo Faliro, dzielnicy Pireusu. Po raz pierwszy nadawała program w latach 1993–1999. Jej ponowne uruchomienie nastąpiło w 2006 roku. Ramówka kanału oparta jest przede wszystkim na zagranicznych serialach, dokumentach i serwisach informacyjnych. Jej właścicielem jest Skai Group, jedna z największych grup medialnych w kraju. Dostępna jest w DVB-T oraz na platformach cyfrowych: NOVA Greece i Cosmote TV.

## Historia
Skai  TV rozpoczęła nadawanie po raz pierwszy we wtorek 21 września 1993 r., w ramówce można było znaleźć głównie programy informacyjne i sportowe. Pięć lat po starcie kanału, nadawcę stacji, Grupę Alafouzos dopadł kryzys finansowy. Firma podjęła decyzję o sprzedaży Skai TV. Od końca grudnia 1998 r. do września 1999 r. nazwa stacji stopniowo ulegała zmianom (z greckiego ΣΚΑΪ na łacińską transkrypcję SKAI, następnie na krótki czas na Alpha Sky i ostatecznie przyjęła nazwę Alpha TV).
1 kwietnia 2006 r. Skai TV wznowiło nadawanie, zastępując ogólnokrajowy kanał Seven TV, uruchomiony w 1989 r. Nowo utworzona stacja przyjęła profil uniwersalny, co pozwoliło w niedługim czasie na uzyskanie dużej oglądalności, stając się jedną z trzech najpopularniejszych telewizji w Grecji.
17 grudnia 2018 r. doszło do zamachu bombowego przed siedzibą telewizji.

## Programy w emisji
- Stin Ygeia Mas Re Paidia - program rozrywkowy, prowadzący Spyros Papadopoulos.
- Apotypoma - wieczorny serwis informacyjny, prowadzący Paulo Tsima.
- Kalimera Skai - program śniadaniowy, prowadzący Giorgos Autias.
- The Weakest Link - teleturniej, prowadzący Tasos Tryfonos.
- Happy Traveller - program podróżniczy, prowadzący Eytihis Bletsas i Electra Asteri.

## Wersja HD i format nadawania 16:9
6 września 2007 r. Skai TV został dodany do oferty platformy cyfrowej NOVA Greece.
27 lutego 2016 r. Skai TV uruchomił wersję HD swojego kanału. Jest również pierwszą stacją w Grecji, która rozpoczęła we wrześniu 2006, nadawanie swoich programów w formacie 16:9.